# Heteroserolis tropica
Heteroserolis tropica là một loài chân đều trong họ Serolidae. Loài này được Glynn miêu tả khoa học năm 1976.